# ウィリアム・ロバート・ブルックス
ウィリアム・ロバート・ブルックス（William Robert Brooks 、1844年6月11日 - 1922年5月3日）は、イギリス生まれで、アメリカで育った天文学者。多くの彗星の発見者として知られる。
イギリスのメードストンに生まれた。1857年に両親とともにアメリカ合衆国に移住し、ニューヨークに育った。少年時代から天文学に興味をもち、14歳の時最初の望遠鏡を製作した。1870年にニューヨークにRedhouse天文台を設立し、1885年から1886年にかけての9ヶ月に5個の彗星を発見した。1888年にニューヨークのスミス天文台に移り、スミス天文台では13個の彗星を発見した。1883年から1911年の間に合計21個もしくは22個の彗星を発見者、もしくは共同発見者となった。
ブルックスの発見した彗星のなかには周期彗星の12P/ポンス・ブルックス彗星、16P/ブルックス第2彗星、肉眼でみることができた彗星 C/1911 O1 (Brooks)が含まれる。